# Kammerforst (Renania-Palatinato)
Kammerforst è un comune di 240 abitanti della Renania-Palatinato, in Germania.
Appartiene al circondario del Westerwald ed è parte della Verbandsgemeinde Höhr-Grenzhausen.